# Ryōtarō Itō
Ryōtarō Itō (jap. 伊藤 涼太郎, Itō Ryōtarō; * 6. Februar 1998 in Osaka, Präfektur Osaka) ist ein japanischer Fußballspieler.

## Karriere
Ryōtarō Itō erlernte das Fußballspielen in den Jugendmannschaften von Avanti Kansai FC und Cerezo Osaka sowie der Schulmannschaft der Sakuyo High School. Seinen ersten Profivertrag unterschrieb er 2016 bei den Urawa Red Diamonds. Der Verein aus Urawa-ku, einem Stadtbezirk der Millionenstadt Saitama, spielte in der höchsten Liga des Landes, der J1 League. Von September 2017 bis Januar 2019 wurde er an Mito Hollyhock ausgeliehen. Mit dem Verein aus Mito spielte er 40-mal in der zweiten Liga, der J2 League. Direkt im Anschluss wurde er an den Erstligaaufsteiger Ōita Trinita nach Ōita ausgeliehen. Für Ōita absolvierte er vier Erstligaspiele. Im Februar 2020 kehrte er nach seiner Ausleihe zu den Urawa Reds zurück. Im Juli 2021 wechselte er bis zum Ende der Saison auf Leihbasis zum Zweitligisten Mito Hollyhock. Für Mito spielte er 20-mal in der zweiten Liga. Nach Vertragsende bei den Urawa Reds unterschrieb er am 1. Februar 2022 einen Vertrag beim Zweitligisten Albirex Niigata. Am Ende der Saison 2022 feierte er mit Albirex die Meisterschaft und den Aufstieg in die erste Liga. Nach insgesamt 59 Ligaspielen, in denen er 16 Tore schoss, wechselte er Anfang Juni 2023 zur neuen Saison 2023/24 nach Europa, wo er in Belgien einen Vertrag beim Erstligisten VV St. Truiden unterschrieb. In seiner ersten Saison bestritt er 36 von 40 möglichen Ligaspielen, in denen er sieben Tore schoss und ein Pokalspiel. In der nächsten Saison waren es 33 von 36 möglichen Ligaspielen mit zwei geschossenen Toren und drei Pokalspielen.

## Erfolge
Albirex Niigata
- Japanischer Zweitligameister: 2022  ▲